# Monoxenus teocchii
Monoxenus teocchii är en skalbaggsart som beskrevs av Stefan von Breuning 1970. Monoxenus teocchii ingår i släktet Monoxenus och familjen långhorningar. Inga underarter finns listade i Catalogue of Life.